# Trung tâm Thiết kế Quốc tế Nagoya

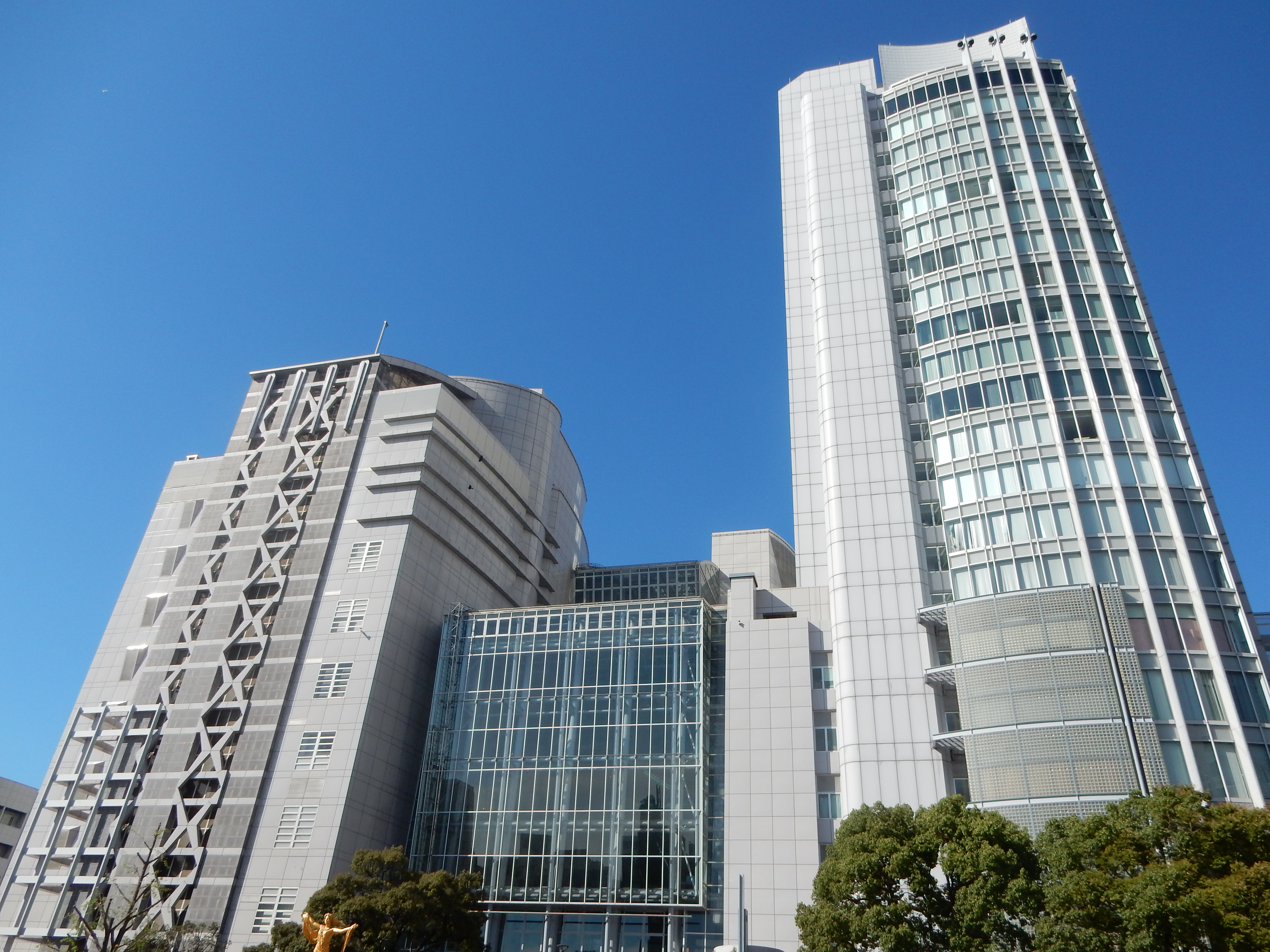
Trung tâm Thiết kế Quốc tế (bên trái) tại Nadya Park, Nagoya.

Trung tâm Thiết kế Quốc tế NAGOYA và Bảo tàng Thiết kế (国際デザインセンター Kokusai Dezain Sentā), viết tắt là IdcN, là bảo tàng và phòng triển lãm tọa lạc ở Sakae, Nagoya, miền trung Nhật Bản.

## Lịch sử
Triển lãm Thiết kế Thế giới năm 1989 được tổ chức tại Nagoya. Bảo tàng được thành lập vào năm 1992 và mở cửa vào năm 1996 tại tòa nhà chọc trời Nadya Park. Triển lãm này có sự tham gia của các nhà thiết kế và nghệ sĩ hàng đầu về khái niệm, hình thức và chức năng. Những tác phẩm này trải dài từ Art Deco cho đến thời điểm hiện tại. Các tác phẩm của Isamu Noguchi và Arne Jacobsen cũng được đưa vào trong triển lãm, cũng như biểu tượng thiết kế sản phẩm như Mini Cooper.
Cửa hàng bách hóa Loft dành cho những người mua sắm quan tâm đến thiết kế cũng nằm trong Nadya Park.
Có thể đến bằng phương tiện công cộng là Ga Yabachō trên Tuyến Meijō.